# Hanalei
Hanalei é uma Região censo-designada localizada no estado americano de Havaí, no Condado de Kauai.

## Demografia
Segundo o censo americano de 2000, a sua população era de 478 habitantes.

## Geografia
De acordo com o United States Census Bureau tem uma área de
2,1 km², dos quais 1,7 km² cobertos por terra e 0,4 km² cobertos por água. Hanalei localiza-se a aproximadamente 59 m acima do nível do mar.

## Localidades na vizinhança
O diagrama seguinte representa as localidades num raio de 24 km ao redor de Hanalei.